# اچ‌ام‌اس دکوی (۱۸۹۴)
اچ‌ام‌اس دکوی (۱۸۹۴) (به انگلیسی: HMS Decoy (1894)) یک کشتی بود که طول آن ۱۸۵ فوت (۵۶ متر) بود. این کشتی در سال ۱۸۹۴ ساخته شد.